# Nudo mixteco
Nudo mixteco es una película mexicana dirigida por Ángeles Cruz estrenada en 2021 en la que cuenta tres historias que tienen que ver con la sexualidad de las mujeres indígenas de la comunidad mixteca alta y cómo les afecta la migración. La película cuenta las relaciones lésbicas entre dos mujeres indígenas de la comunidad y habla también de abusos sexuales El nombre de la película se refiere a la conjunción de la sierra Madre del Sur y la sierra de Oaxaca o “Nudo mixteco”. 

## Argumento
Nudo mixteco aborda tres perspectivas distintas de la sexualidad de las mujeres indígenas en México. Tres personas deciden regresar a San Mateo, su pueblo de origen en Oaxaca, durante las celebraciones locales del santo patrono, y una vez allí, se enfrentan a una serie de situaciones dramáticas que se desarrollan de manera paralela en el mismo espacio y en el mismo periodo de tiempo, María (Sonia Couoh), trabaja como empleada doméstica en la ciudad y ha regresado solo para asistir al entierro de su madre, pero una vez allí, se enfrenta al rechazo de su padre debido a su propia identidad sexual y se reencuentra con un amor de juventud. Esteban (Noé Hernández), es un clarinetista que ha vuelto tras un viaje de tres años a Estados Unidos, y descubre que su esposa, Chabela (Aída López), tiene ya otro compañero. Toña (Myriam Bravo), es una comerciante que emigró a la ciudad pero está de retorno con el fin de rescatar a su hija de las garras de su tío que también abusó de ella mientras su madre miraba hacia otro lado.

## Reparto
- Sonia Couoh
- Noé Hernández
- Aída López
- Eileen Yáñez
- Myriam Bravo
- Jorge Do

### Equipo técnico
- Dirección: Ángeles Cruz
- Guion: Ángeles Cruz

- Música: Rubén Luengas
- Fotografía: Carlos Correa
- Productora: Madrecine
- Duración: 91 minutos

## Contexto
Nudo Mixteco es el primer largometraje dirigido por Ángeles Cruz que empezó su carrera de actriz a mediados de los años 90. La película está rodada en la propia comunidad mixteca a la que pertenece Cruz, Tlaxiaco. El germen del guion fueron tres monólogos de la historia de tres protagonistas sin espacios para decidir sobre sus vidas.   
La primera historia es respecto a una mujer cuyo marido regresa después de varios años, la segunda es una situación de un reencuentro juvenil lésbico y la tercera es una mujer que fue abusada por su tío y regresa porque ahora su hija sufre lo mismo”.
Cruz reivindica nombrar las cosas y decirlas para enfrentar la ocultación histórica que han sufrido las lesbianas en las comunidades indígenas:  En mi comunidad parece que siempre se trabaja en susurros (...) la homosexualidad ha estado tachada en el mundo por ignorancia, por esta cerrazón que existe y para mi era importante nombrarlo y mostrarlo de manera contundente, no dejarlo a la imaginación, no autocensurarme y dejarlo que quede en la línea de la imaginación y que el espectador la complete. Siento que es una manifestación bellísima el amor y siento también que las mujeres lesbianas en las comunidades han permanecido en la oscuridad, marginadas. Se nombra la homosexualidad masculina, todo desde la mirada masculina, a mi me parecía importante nombrarlo".

### Mixteca alta
Según el Atlas de los Pueblos Indígenas de México, los asentamientos del pueblo mixteco se localizan en la parte noroccidental del estado de Oaxaca y pequeñas porciones de los de Puebla y Guerrero.
Desde un criterio fisiográfico, la región se divide en baja y alta, la cual está formada por la conjunción de la sierra Madre del Sur y la sierra de Oaxaca o “Nudo mixteco” que da nombre al largometraje.

## Festivales
La película ha sido presentada en varios festivales, entre ellos el Festival de Rotterdam de 2021 y el IV Festival de Cine por mujeres.

## Críticas
«Es una valiosa propuesta feminista en la que se muestra que el machismo y la homofobia son problemas que tienen todavía una fuerte presencia dentro de estas comunidades, sobre todo en lo que respecta a los pobladores de mayor edad, aunque la propuesta de Cruz se desmarca definitivamente de la predecible proclama de la ‘tierra sin ley’ y deja en claro que algunas prácticas ancestrales (como el uso de las asambleas populares) pueden incluso favorecer a las mujeres» señala Sergio Burstein en Los Angeles Times. Junio 2021

## Premios y nominaciones
- 2021: Festival de Morelia: Mejor guion y Premio del Público (Ficción)
- 2021: Premio del jurado Festival de Cine Independiente MOOOV[6]

| Premio        | Categoría                  | Nominados                                | Resultado |
| ------------- | -------------------------- | ---------------------------------------- | --------- |
| Premios Ariel | Mejor película             | Nudo mixteco                             | Nominada  |
| Premios Ariel | Mejor dirección            | Ángeles Cruz                             | Nominada  |
| Premios Ariel | Mejor Ópera Prima          | Nudo mixteco                             | Ganadora  |
| Premios Ariel | Mejor actor                | Noé Hernández                            | Nominado  |
| Premios Ariel | Mejor coactuación femenina | Aída López                               | Nominada  |
| Premios Ariel | Mejor guion original       | Ángeles Cruz                             | Nominada  |
| Premios Ariel | Mejor edición              | Miguel Salgado                           | Nominado  |
| Premios Ariel | Mejor sonido               | Pablo Tamez, Rodrigo Castillo Filomarino | Nominado  |